# Catastrofisme
El catastrofisme és una teoria segons la qual les diverses variacions d'éssers vius que han habitat a la terra es deuen a un conjunt de catàstrofes que ha sofert el planeta i que després de les quals, les espècies han tornat a ser creades de nou. Aquesta teoria postulada per Georges Cuvier intenta reduir el conflicte que es plantejaren els científics de l'època quan aparegueren els primers fòssils d'espècies, fins i tot, desconegudes.
Aquesta concepció es va desestimar fins que, en la dècada del 1980, es van trobar proves d'un esdeveniment catastròfic: l'impacte d'un gran meteorit fa 65 milions d'anys. Des de llavors, s'han proposat molts altres esdeveniments catastròfics.
El catastrofisme també és per extensió, la tendència a predir catàstrofes o esdeveniments funestos.